# Fritz Heermann
Fritz Heermann (* 12. August 1896; † unbekannt) war ein deutscher nationalsozialistischer Funktionär.

## Leben
Heermann stammte aus Malz bei Oranienburg und trat zum 15. Mai 1925 in die NSDAP ein (Mitgliedsnummer 4.527), in der er zum Kreisleiter von Oranienburg ernannt wurde. Im März 1939 wurde er als ein um Staat und Volk verdienter Mann der Provinz Brandenburg vom Ministerpräsidenten Hermann Göring zum Preußischen Provinzialrat ernannt.
Heermann stand auf der Einheitsliste (Liste des Führers) zur Reichstagswahl 1938, zog aber nicht in den Reichstag ein.